# Combats dans le vallon du Seuil
Seconde Guerre mondiale,
 Bataille de France
Batailles
- Drôle de guerre
- Évacuation des civils de la ligne Maginot
- Mobilisation
- Offensive de la Sarre
- Baie de Heligoland
- Incident de Mechelen
- Plan Jaune
- Plan Dyle
- Luxembourg
- Ében-Émael
- Hannut

- Sedan
- Dinant
- Monthermé
- Givet
- La Horgne
- Gembloux
- Flavion
- Louvain
- Charleroi

- Stonne
- Montcornet
- La Sambre
- Arras

- L'Escaut
- Amiens
- La Lys
- Massacre de Vinkt
- Boulogne-sur-Mer
- Calais
- Poche de Lille
- Massacre du Paradis
- Abbeville
- Dunkerque
- Capitulation belge

- L'Aisne
- L'Ailette
- Opération Paula
- l’Exode
- Pont-de-l'Arche
- Opération Cycle
- Opération Ariel

- Les Alpes
- Vallon du Seuil
- Bombardement de Toulon
- Opération Vado
- La Loire
- Saumur
- La vallée du Rhône
- Bombardements de Marseille
- Menton (Pont-Saint-Louis)
- Combats aériens en Suisse
- Armistice du 22 juin

Les combats dans le vallon du Seuil ont constitué l'un des affrontements de la grande bataille des Alpes de juin 1940. Ces combats opposèrent l'armée française à l'armée italienne au niveau du vallon du Seuil, du nom d'un hameau situé en Maurienne près de la ville de Modane en Savoie. Durant la bataille, les hauteurs surplombant le vallon furent occupées par des unités italiennes du 10 au 20 juin 1940. Son issue en fut la reddition française faisant suite à l'armistice du 24 juin 1940.

## Historique

### Contexte
L'Italie gouvernée par Benito Mussolini déclara la guerre à la France le 10 juin 1940. Le dictateur projetait de reprendre la Savoie et le Comté de Nice annexés le 24 mars 1860 par l'empereur des Français, Napoléon III. Les troupes italiennes composées du 3e régiment Alpini, (Val Dora), des 91e et 92e régiments d'infanterie, venues de Bardonnèche, petit bourg italien situé à la frontière franco-italienne, empruntèrent le col de Pelouse et la Belle Plinier et prirent position au-dessus du vallon du Seuil, près du Charmaix.

### Déroulement
Le 10 juin 1940, le temps était exécrable, il neigeait, un épais brouillard recouvrait la cime de montagnes, les températures étaient négatives. Ce mauvais temps sévit plusieurs jours. Les Italiens, malgré tout, prirent la décision d'entreprendre la descente vers le vallon du Seuil (ubac). Sur le versant opposé (l'adret) dans le fort du Replaton et au-dessus de ce dernier, le fort du Sapey, les artilleurs français ouvrirent le feu et stoppèrent l'avancée des Italiens. L'Armée française  basée dans les forts situés au-dessus de Modane empêchèrent les Italiens d'envahir la France. Les belligérants furent immobilisés sur les sommets alpins séparant la France de l'Italie, ceux-ci furent dans l'impossibilité de revenir sur leurs pas, les fascistes interdisant toute retraite. Les 91e et 92e régiments d'infanterie ne possédant pas d'équipement de montagne, ces soldats furent soumis à rude épreuve. Pendant dix jours, ils vécurent sans vêtements chauds, sans chaussures adaptées aux rudes conditions climatiques de la haute montagne, sans nourriture, sans munitions. Un certain nombre de ces soldats eurent les pieds gelés.
Après la signature de l'Armistice avec l'Italie, le 24 juin 1940, afin d'entamer des pourparlers avec un groupe de soldats français placé sous le commandement du capitaine Bullard appartenant au 71e bataillon alpin de forteresse basé à Loutraz (quartier de Modane), des officiers italiens entamèrent leur descente vers le poste de commandement du hameau du Seuil. Les soldats italiens présentèrent leur requête, il s'agissait de permettre aux soldats cantonnés sur les sommets de descendre dans la vallée française. Mais, s'appuyant sur le traité de l'Armistice, les Français refusèrent catégoriquement cette demande. En effet, une des clauses du traité mentionnait l'obligation pour les ennemis de rester sur les positions acquises lors de la signature de l'armistice. Seuls, les soldats souffrant de gelures aux pieds purent être évacués par la France en passant par les postes de secours du Seuil. Afin d'assurer le transport des blessés italiens dans les hôpitaux savoyards, un ballet incessant d'ambulances effectua le trajet entre Modane, Chambéry et Aix-les-Bains. Quant aux soldats italiens en bonne condition physique, ils furent dans l'obligation de regagner l'Italie par le col du Fréjus.
Au cours de l'occupation des hauteurs par les Italiens, les troupes françaises occupèrent le hameau du Seuil. Quant aux soldats italiens, il déplorèrent la mort de trois d'entre eux.

### Sources
- (fr) Témoignage de S. Chinal pour le mensuel Terra Modana no 72, avril 2009 p. 10